# Väinö Kokkinen
Väinö Anselmi Kokkinen (né le 25 novembre 1899 à Hollola et mort le 27 août 1967 à Helsinki) est un lutteur finlandais. 

## Biographie
Forgeron de profession, il commence à s'entraîner à la lutte en 1921. Il remporte la médaille d'or dans la catégorie des poids moyens, en lutte gréco-romaine, aux Jeux olympiques d'Amsterdam en 1928 ainsi qu'à ceux de Los Angeles en 1932. Entre 1925 et 1933, il remporte également une médaille d'or et quatre médailles d'argent aux championnats d'Europe ainsi que six titres nationaux (1926, 1929-1932 et 1934).
Il prend sa retraite sportive à l'issue des Jeux de Berlin, où il obtient une quatrième place, et se reconvertit avec succès dans l'industrie du vêtement et dans l'hôtellerie. Dans les années 1940, il est également membre du conseil d'administration du club sportif Helsingin Jyry.